# الرقابة على البريد
الرقابة على البريد هي عملية تفتيش البريد أو فحصه، والتي غالبًا ما تقوم بها الحكومات. وقد تشمل الفتح والقراءة والإزالة الانتقائية أو الإجمالية للخطابات ومحتوياتها، ذلك بالإضافة إلى الأغلفة، والبطاقات البريدية والطرود وغيرها من الحزم البريدية. تم إجراء الرقابة على البريد مبدئيًا وليس حصريًا خلال وقت الحرب (على الرغم من عدم انخراط الأمة المعنية في الحرب، مثل أيرلندا أثناء الفترة 1939-1945 وفترات القلاقل وأحيانًا في أوقات أخرى، مثل فترات الشغب المدني أو فرض قانون الطوارئ. وقد تم إجراء الرقابة السرية والعلنية على البريد.
تعد الرقابة على البريد على مدار التاريخ ممارسة قديمة، فهي عادةً ترتبط بالتجسس وجمع المعلومات. قد يخضع البريد المدني والعسكري للرقابة، وغالبًا تقوم المنظمات المختلفة بتنفيذ الرقابة على هذه الأنواع من البريد. وفي حروب القرن العشرين، شملت أهداف الرقابة على البريد الحرب الاقتصادية والأمن والاستخبارات.
إن دراسة الرقابة على البريد هي عبارة عن دراسة موضوع الطوابعية في تاريخ البريد.

## البريد العسكري
لا تتم الرقابة دائمًا على البريد العسكري من خلال فتح البريد أو قراءته، ولكن يحتمل حدوث ذلك خلال وقت الحروب والحملات العسكرية. وعادةً ما تكون خدمة البريد العسكري منفصلة عن البريد المدني ويقوم الجيش عادةً بإدارتها بشكل كامل. ومع ذلك، فقد تستفيد المخابرات الحربية من كل من البريد المدني والعسكري، ويكون لها متطلبات مختلفة من جمع المعلومات المدنية. فخلال وقت الحرب، كان يتم غالبًا فتح البريد القادم من الجبهة ومسح أو قطع الأجزاء المخالفة، وقد كان البريد المدني يخضع لمثل هذه الطريقة.

## بريد أسرى الحرب ومعسكرات الاعتقال
يخضع بريد أسرى الحرب ومعسكرات الاعتقال أيضًا للرقابة على البريد، والتي سُمح بها بموجب المادتين 70 و71 من اتفاقية جنيف الثالثة (1929 - 1949). وكثيرًا ما يخضع للرقابة المدنية والعسكرية على البريد نظرًا لمروره عبر كل من النظامين البريديين.

## البريد المدني

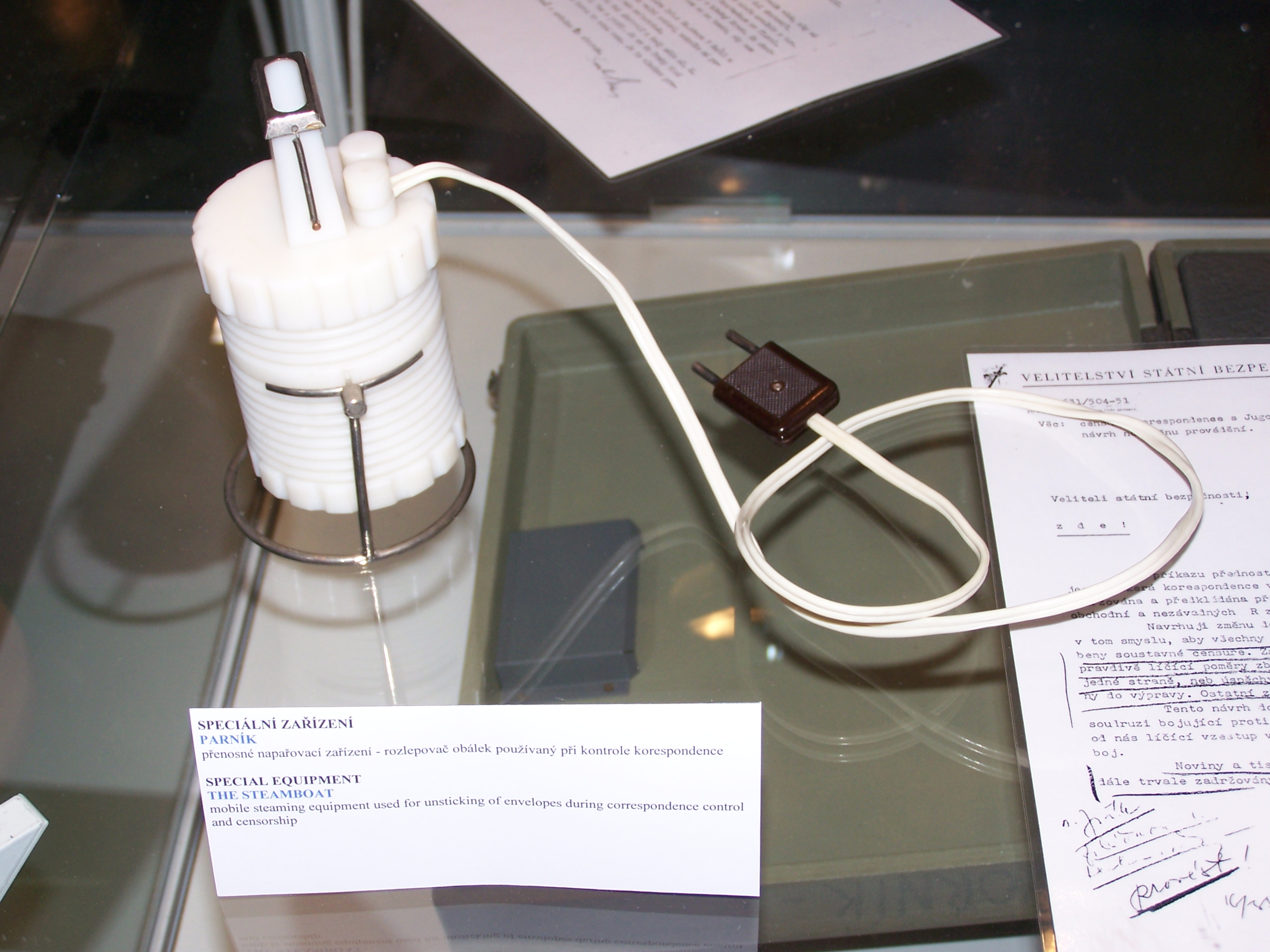
"أداة الفتح البخارية" - هي أداة محمولة تعمل بالبخار التي استخدمتها تشيكوسلوفاكيا بواسطة الأمن القومي التشيكوسلوفاكي (StB) لإزالة اللاصق الخاص بالمظاريف أثناء مراقبة المراسلات والإشراف عليها

حتى السنوات الأخيرة، كان احتكار نقل البريد المدني منوطًا بالحكومات وقد سهل ذلك من عملية التحكم في الرقابة على البريد. وتختلف المعلومات التي يتم الحصول عليها من البريد المدني عن تلك التي يُحتمل العثور عليها في البريد العسكري.

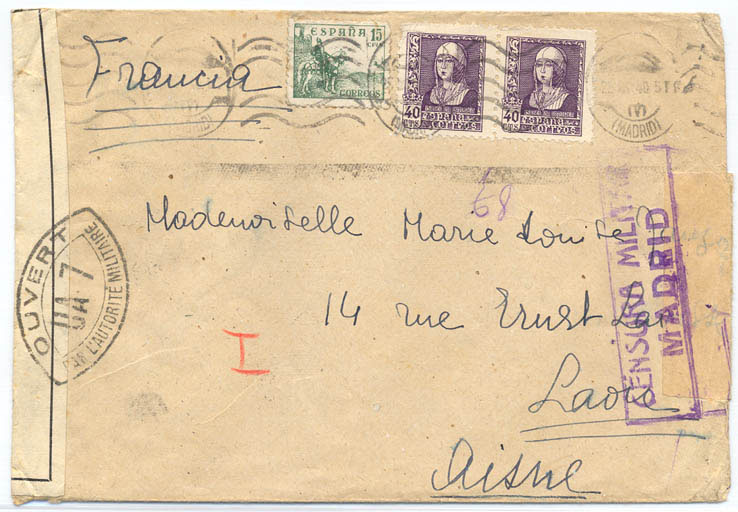
غلاف خطاب مدني من عام 1940 من مدريد إلى باريس والذي قامت السلطات الإسبانية والفرنسية (الفيشية) بفتحه

## الدول الشهيرة بتشريعها لقانون الرقابة على البريد
قامت الحكومات المختلفة على مدار العصور الحديثة، عادةً أثناء فترات الحرب، بفحص البريد الوارد أو الصادر من البلاد وذلك لمنع تواصل العدو مع الكيانات المعادية الموجودة داخل الدولة. كما توجد أيضًا العديد من الأمثلة الخاصة ببريد أسرى الحرب من هذه البلاد والذي تم أيضًا فحصه أو مراقبته. يمكن تحديد البريد الذي تمت رقابته من خلال العلامات البريدية والتواريخ والطوابع البريدية وغيرها من العلامات التي يتم وضعها على الجانبين الأمامي والخلفي من الغلاف (المظروف). غالبًا ما تحتوي الأغلفة على ختم لاصق، وعادةً تحمل علامات تعريف خاصة والتي يتم استخدامها لإعادة غلق وختم المظروف بعد الفحص.

### المستعمرات البريطانية والأمريكية
خلال السنوات التي سبقت الثورة الأمريكية، قام النظام الملكي البريطاني في المستعمرات الأمريكية بالتلاعب في البريد والجرائد التي تم إرسالها بين مختلف المستعمرات في محاولة لمنع إبلاغها بالمستجدات والتنظيم فيما بينها. فغالبًا ما يتم تدمير البريد بشكل تام.American Heritage Magazine, The U.S. Post Office, 1775-1974</ref>

### الحرب الأهلية الأمريكية

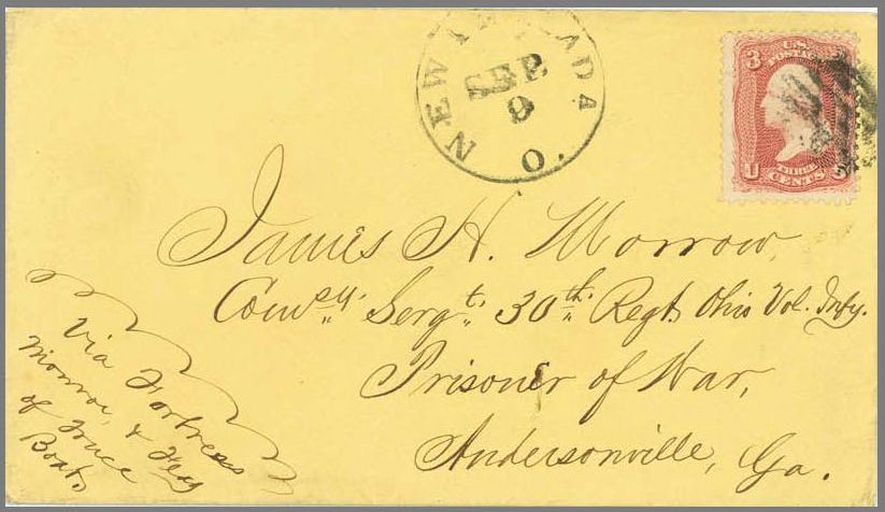
غلاف خطاب من أسير حرب تم اعتقاله في معسكر أندرسونفيل لأسرى الحرب في جورجيا

خلال الحرب الأهلية الأمريكية، قامت كل من حكومات الاتحاد والحكومات الكونفدرالية بتشريع الرقابة على البريد. وكان يصل عدد جنود الاتحاد والجنود الكونفيدراليين في معسكرات أسرى الحرب إلى ما يقرب من مليون ونصف من الرجال. وقد بلغ عدد الأسرى في معسكر أندرسونفيل الكونفدرالي لأسرى الحرب أيضًا إلى 45000 رجل مع نهاية الحرب. ونتيجة لذلك، ارتفع عدد البريد المرسل إلى ومن الجنود المحتجزين في المنشآت المخصصة لأسرى الحروب. وتم فحص البريد الصادر والوارد من معسكرات الأسرى في الشمال والجنوب وذلك قبل وبعد الاستلام. وكان يُسمح فقط بعبور البريد عبر خطوط العدو في موقعين محددين.

### ما قبل الحرب العالمية الأولى

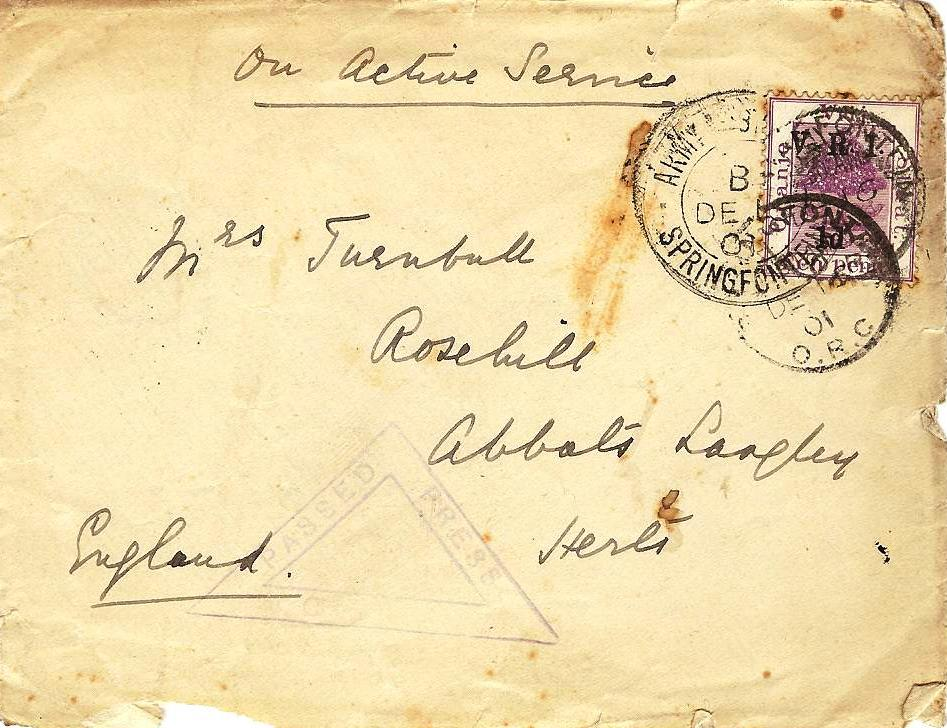
خطاب يخضع للرقابة من جندي بريطاني أثناء خدمته في حرب البوير مرسل إلى والدته في إنجلترا

في بريطانيا، تم إنشاء مكتب البريد العام في 1657، وسرعان ما تحول إلى «مكتب سري» بغرض اعتراض سبيل المراسلات المشفرة الواردة من الخارج وقراءتها وفك رموزها. وتم الإعلان عن وجود المكتب السري في عام 1742 عندما تم اكتشاف أنه في السنوات العشر السابقة تم تحويل مبلغ 45675 جنيهًا إسترلينيًا (وهو مبلغ هائل من المال في ذلك الوقت) بشكل سري من الخزينة إلى مكتب البريد العام لتمويل أنشطة الرقابة. وفي عام 1782، تم تحويل مسؤولية إدارة المكتب السري إلى وزير الخارجية ثم قام بالميرستون في النهاية بإلغائه في عام 1847.

### الحرب العالمية الأولى
تم تنفيذ الرقابة على البريد خلال الحرب العالمية الأولى (WWI) في بريطانيا العظمى وفرنسا وألمانيا وغيرها من الدول المختلفة التي انخرطت في هذه الحرب.

### بين الحربين
عقب انتهاء الحرب العالمية الأولى، كانت هناك بعض الأماكن التي تمارس الرقابة على البريد. ففي عام 1919، كانت تتم في النمسا وبلجيكا وكندا وجمهورية فايمار والاتحاد السوفيتي. وكانت تتم الرقابة أثناء صراعات أخرى مثل الاحتلال الإيطالي لإثيوبيا بين عامي (1935 - 1936) وبشكل خاص أثناء الحرب الأهلية الإسبانية في الفترة من 1936 إلى 1939.

### الحرب العالمية الثانية

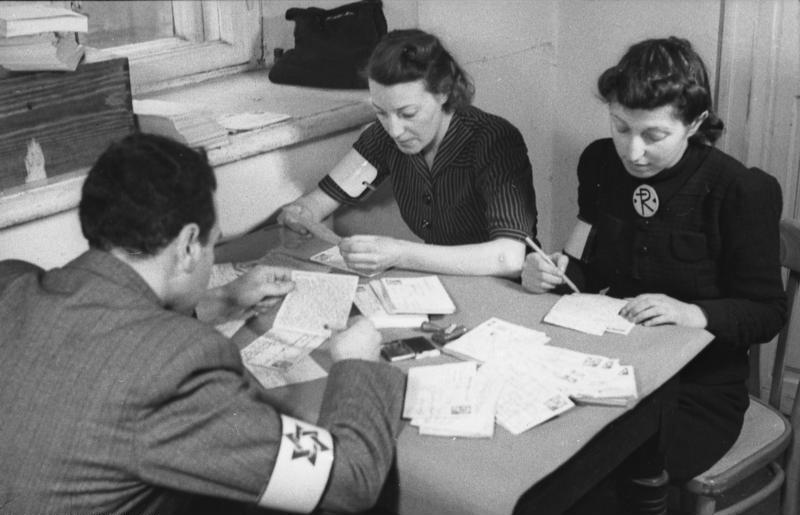
موظفو الرقابة اليهود في وارسو غيتو خلال عام 1941

أثناء الحرب العالمية الثانية قامت كل من قوات الحلفاء ودول المحور بإنشاء رقابة على البريد المدني. وكانت أكبر المنظمات من الولايات المتحدة، على الرغم من توظيف المملكة المتحدة لحوالي 10000 موظف للرقابة، بينما قامت أيرلندا، وهي دولة صغيرة محايدة، بتوظيف 160 مراقبًا فقط.

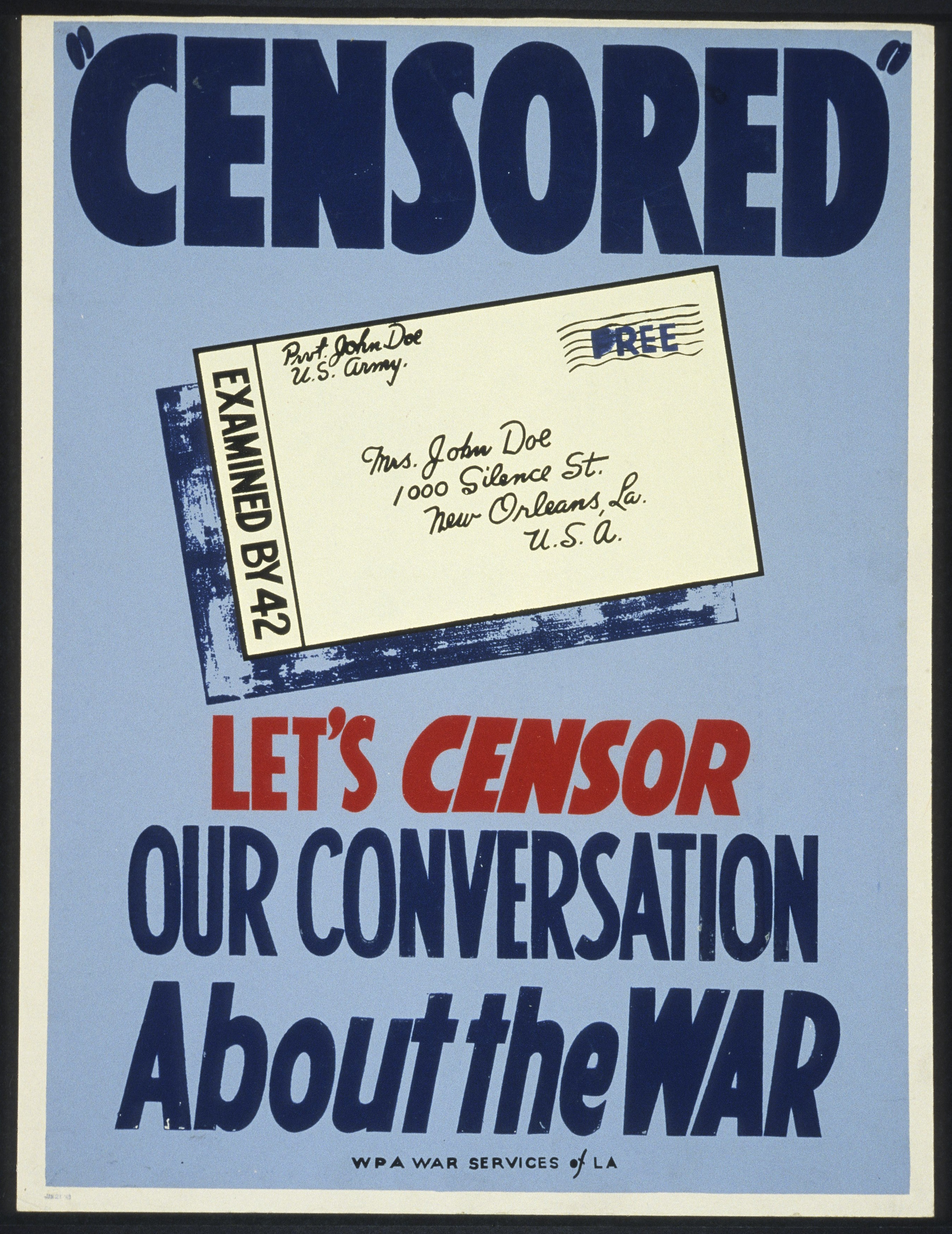
ملصق إدارة مشروعات العمل الأمريكية، عام 1943

تأسست الرقابة البريطانية بشكل أساسي في آنتري (بجوار ليفربول) مع وجود ما يقرب من 20 محطة رقابة أخرى في جميع أنحاء البلاد. بالإضافة إلى ذلك، قام البريطانيون برقابة بريد المستعمرات والسيادات في مراكز الرقابة في الأماكن التالية:
السيادات: أستراليا وكندا ونيوفاوندلاند ونيوزيلندا وروديسيا الجنوبية (ليست سيادة ولكن تحت إشراف مكتب سيادي) واتحاد جنوب إفريقيا.
المستعمرات: عدن وأنتيجوا وجزيرة أسينشين والبهاما وباربادوس وبرمودا وسريلانكا وقبرص ودومينيكا ومصر وجزر فوكلاند وفيجي وغامبيا وجبل طارق وجزر جيلبرت وإليس وساحل الذهب وغرناطة وغيانا البريطانية وهندوراس البريطانية وهونغ كونغ وجامايكا وكينيا وملايو ومالطا وموريشيوس ومونتسرات ونيو هيبرايدز ونيجيريا وبورنيو الشمالية ورودسيا الشمالية ونياسالاند وفلسطين وبينانق وسانت هيلينا وسانت لوسيا وسانت كيتس ونيفيس و سانت فنسينت وسراوق وسيشيل وسيراليون وجزر سليمان البريطانية والصومال والسودان وتنجانيقا وترينيداد وتونغا وأوغندا والجزر العذراء وزنجبار.

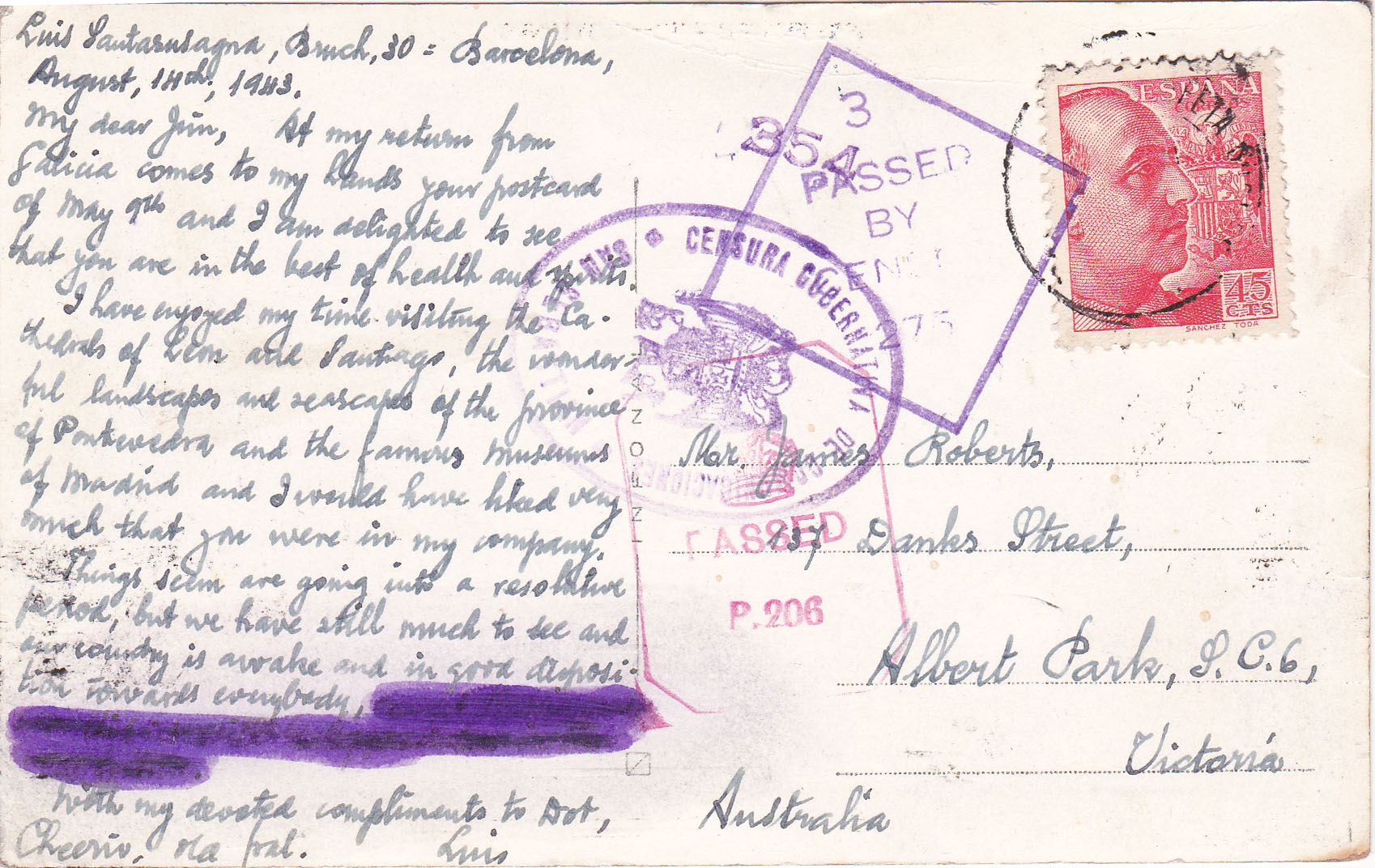
جزء من رسالة تمت إزالته بواسطة قلم رصاص لا يمكن محوه

ارتفع عدد موظفي الرقابة بالولايات المتحدة الأمريكية إلى 14462 بحلول فبراير عام 1943 في مراكز الرقابة التي تم فتحها في نيويورك وميامي، فلوريدا ونيو أورلينز، لويزيانا وسان أنتونيو، تكساس ولاريدو وبراونزفيل وإل باسو ونوجاليز ولوس أنجلوس وسان فرانسيسكو وسياتيل، واشنطن وشيكاغو وسان خوان وشارلوت أمالي وبالبوا وكريستوبال وديفيد، بنما وهونولولو.
كما قامت أيضًا البلدان المحايدة مثل أيرلندا، والبرتغال وسويسرا برقابة البريد حتى وإن لم تكن منخرطة بشكل مباشر في الصراع.
تم استخدام القوائم السوداء والقوائم البيضاء لملاحظة البريد المريب أو لإدراج من يتم إعفاء البريد الخاص بهم من الرقابة. احتوت القائمة السوداء للولايات المتحدة، والتي تعرف باسم قائمة المراقبة لرقابة البريد بالولايات المتحدة، على 16117 اسمًا.

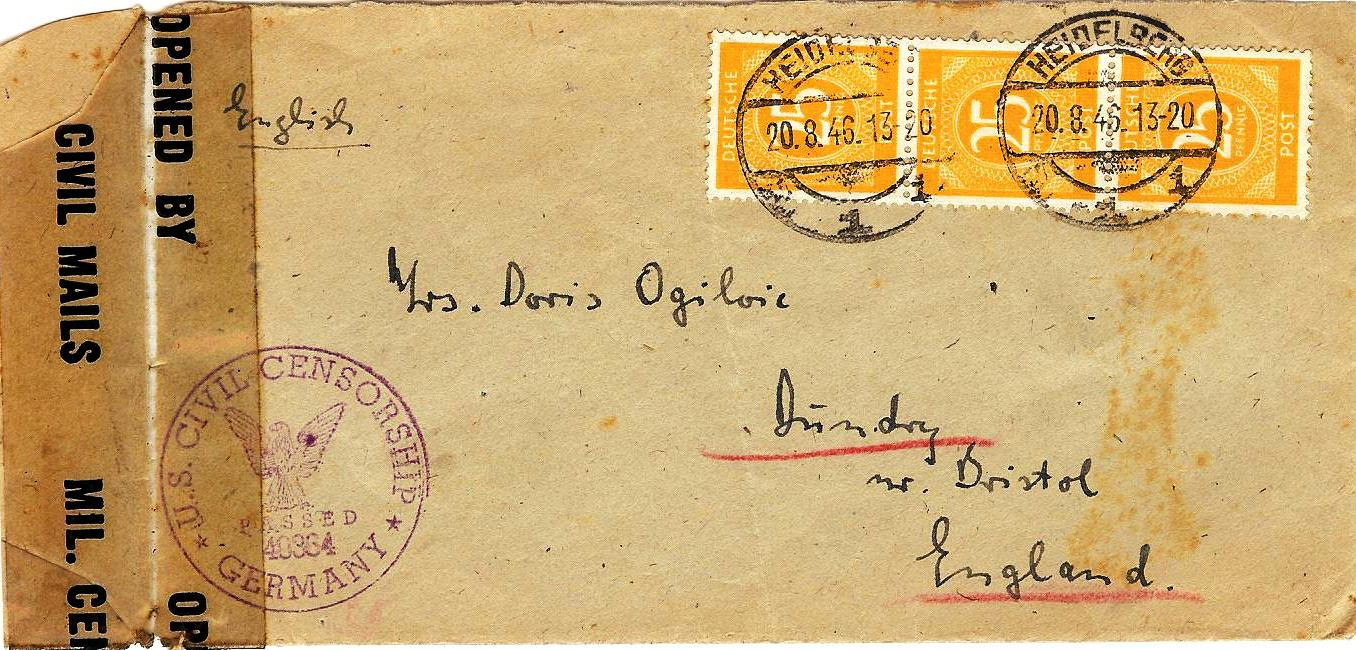
خطاب تمت مراقبته في عام 1946 (15×8 سم) من هايدلبرغ، ثم في المنطقة التي تتحكم بها الولايات المتحدة في ألمانيا الغربية إلى إنجلترا. لاحظ أن «اللغة الإنجليزية» هي لغة الخطاب المرفق.